# Femaye
Femaye est une commune rurale du Mali, dans l'arrondissement de Taga, le cercle de Djenné et la région de Mopti.

## Villages
La commune s'étend sur 21 localités relevées lors du recensement général de 2009. 
Les villages les plus peuplés sont :
- Koumaga Peulh (1 864 habitants)
- Dorobougou (1 659 habitants)
- Marebougou (1 479 habitants)

La localité chef-lieu est composée de 4 villages :
- Taga Tellela (829 habitants)
- Taga Baina (578 habitants)
- Taga Marka (478 habitants)
- Taga Nomouna (377 habitants)